# The Merciless
The Merciless är det norska black metal/thrash metal-bandet Aura Noir tredje fullängds studioalbum. Albumet utgavs 2004 av skivbolaget Tyrant Syndicate.

## Låtlista
1. "Upon the Dark Throne" – 3:42
2. "Condor" – 4:05
3. "Black Metal Jaw" – 2:36
4. "Hell's Fire" – 3:40
5. "Black Deluge Night" – 3:25
6. "Funeral Thrash" – 3:22
7. "Sordid" – 3:24
8. "Merciless" – 3:25

- Text: Aggressor (spår 2, 3, 5, 7), Apollyon (spår 1, 4, 8), Dirge Rep (Per Husebø, spår 6), Zweizz (Svein Egil Hatlevik, spår 7)
- Musik: Aggressor (spår 3, 5, 7), Apollyon (spår 1, 2, 4, 6, 8), Blasphemer (spår 1, 4)

## Medverkande
Musiker (Aura Noir-medlemmar)
- Aggressor (Carl-Michael Eide) – sång, gitarr, basgitarr, trummor (spår 1, 2, 4, 6, 8)
- Apollyon (Ole Jørgen Moe) – gitarr, sång, basgitarr, trummor (spår 3, 5, 7)
- Blasphemer (Rune Eriksen) – gitarr

Bidragande musiker
- Fenriz (Gylve Fenris Nagell) – sång (spår 1)
- Nattefrost (Roger Rasmussen) – sång (spår 6)

Produktion
- Aura Noir – producent
- Justin Bartlett – omslagsdesign
- Conrad Lagerud – foto
- Garm (Kristoffer Rygg) – typografi

### Fotnoter
1. ↑  The Merciless på discogs.com